# Empoasca nigra
Empoasca nigra är en insektsart som beskrevs av David D. Gillette och Baker 1895. Empoasca nigra ingår i släktet Empoasca och familjen dvärgstritar.

## Underarter
Arten delas in i följande underarter:
- E. n. robusta
- E. n. pulchella
- E. n. nigroscuta
- E. n. typhlocyboides